# Демидов Григорій Вікторович
Демидов Григорій Вікторович; кол. нар. деп. України.
Н. 26.11.1948 (с. Ястребково, Сакський р-н, Кримська обл.) у родині робітника; рос.; одружений.
Осв.: Калінінград. ун-т (1972–1977), юрист.
Народний депутат України 12(1) склик. з 03.1990 (2-й тур) до 04.1994, Ленінський виб. окр. № 254, Респ. Крим. Голова підкомісії з питань законності Комісії у питаннях законодавства і законності.
- З 1966 — монтер зв'язку, Північнокримський канал.
- З 1967 — робітник, з-д ЗБК тресту «Євпаторіябуд», м. Саки.
- З 1969 — служба в армії.
- З 1969 — матрос, Калінінградська база експедиційного флоту та морського порту, м. Калінінград.
- З 1972 — студ., Калініградський держ. ун-т.
- З 1977 — пом. прокурора м. Гусєва Калініград. обл.
- З 1981 — пом. прокурора Красноперекопського р-ну, пом., ст. пом. прокурора м. Євпаторії.
- 1984-89 — прокурор Ленінського р-ну
- З 1989 — прокурор відділу, Азово-Чорноморська природоохоронна прокуратура.
- Був зав. юридичного відділу секретаріату, 1-й заст. керівника — нач. юридичного управління, Секретаріат ВР АР Крим.

Засл. юрист України (03.1999).
Держ. службовець 4-го рангу (08.2002), 3-го рангу (09.2004).

## Джерело
- Довідка [Архівовано 5 березня 2016 у Wayback Machine.]